# Liste des sites Ramsar aux Pays-Bas
Cet article recense les zones humides des Pays-Bas concernées par la convention de Ramsar.

## Statistiques
La convention de Ramsar est entrée en vigueur aux Pays-Bas le 23 septembre 1980.
En avril 2022, le pays compte 54 sites Ramsar, couvrant une superficie de 9 142,19 km2 :
- 43 dans la partie européenne des Pays-Bas (8 892,91 km2)
- 12 dans les Caraïbes néerlandaises (77,69 km2) :
  - 4 à Bonaire (87,00 km2)
  - 5 à Curaçao (45,21 km2)
  - 1 à Aruba (0,70 km2)
  - 1 à Saint-Martin (0,26 km2)

## Liste

### Pays-Bas européens
| Site                                          | Province                                             | Notes                                                | Date             | Superficie (km²) | Altitude (m) | Identifiant Ramsar | Identifiant WDPA | Coordonnées                      | Photo |
| --------------------------------------------- | ---------------------------------------------------- | ---------------------------------------------------- | ---------------- | ---------------- | ------------ | ------------------ | ---------------- | -------------------------------- | ----- |
| Groote Peel                                   | Brabant-Septentrional, Limbourg                      |                                                      | 23 mai 1980      | 13,48            | 27 - 34      | 192                | 68096            | 51° 20′ 53″ nord, 5° 49′ 01″ est |       |
| Weerribben                                    | Overijssel                                           |                                                      | 23 mai 1980      | 33,29            | -1 - 0       | 193                | 68097            | 52° 47′ 10″ nord, 5° 56′ 31″ est |       |
| Naardermeer (nl)                              | Hollande-Septentrionale                              |                                                      | 23 mai 1980      | 11,51            | -2 - 0       | 194                | 68098            | 52° 17′ 42″ nord, 5° 07′ 12″ est |       |
| Biesbosch                                     | Brabant-Septentrional, Hollande-Méridionale          |                                                      | 23 mai 1980      | 96,40            | 0 - 3        | 197                | 68101            | 51° 44′ 28″ nord, 4° 46′ 59″ est |       |
| Mer des Wadden (en)                           | Groningue, Frise, Hollande-Septentrionale            | Site transfrontalier avec l'Allemagne et le Danemark | 2 mai 1984       | 2 710,233        | -30 - 15     | 289                | 68102            | 53° 17′ 35″ nord, 6° 15′ 54″ est |       |
| Oosterschelde                                 | Zélande                                              |                                                      | 4 mars 1987      | 369,78           | -44 - 0      | 354                | 68103            | 51° 36′ 40″ nord, 3° 56′ 13″ est |       |
| Zwanenwater                                   | Hollande-Septentrionale                              |                                                      | 15 juin 1988     | 7,703            | 2 - 13       | 400                | 68104            | 52° 47′ 56″ nord, 4° 40′ 55″ est |       |
| Oostvaardersplassen                           | Flevoland                                            |                                                      | 2 juin 1989      | 54,77            | -5 - -3      | 427                | 68105            | 52° 26′ 53″ nord, 5° 21′ 07″ est |       |
| Engbertsdijksvenen (nl)                       | Overijssel                                           |                                                      | 2 juin 1989      | 9,98             | 14 - 16      | 428                | 68106            | 52° 28′ nord, 6° 40′ est         |       |
| Alde Feanen                                   | Frise                                                |                                                      | 30 décembre 1992 | 21,24            | -1 - 0       | 578                | 68107            | 53° 07′ 34″ nord, 5° 55′ 34″ est |       |
| Deelen                                        | Frise                                                |                                                      | 30 décembre 1992 | 5,14             | -1 - 0       | 579                | 68108            | 53° 01′ 19″ nord, 5° 54′ 18″ est |       |
| Deurnsche Peel & Mariapeel (nl)               | Brabant-Septentrional, Limbourg                      |                                                      | 7 janvier 1993   | 27,34            | 32 - 33      | 580                | 68109            | 51° 25′ 12″ nord, 5° 53′ 42″ est |       |
| Bargerveen (nl)                               | Drenthe                                              |                                                      | 30 décembre 1992 | 20,82            | 17 - 20      | 581                | 68110            | 52° 40′ 41″ nord, 7° 01′ 34″ est |       |
| Krammer-Volkerak                              | Zélande, Brabant-Septentrional, Hollande-Méridionale |                                                      | 4 septembre 1995 | 61,59            | -1 - 20      | 747                | 95357            | 51° 39′ 29″ nord, 4° 16′ 16″ est |       |
| Escaut occidental et Saeftinghe               | Zélande                                              |                                                      | 9 avril 1995     | 436,47           | -30 - 3      | 748                | 95358            | 51° 23′ 17″ nord, 3° 56′ 17″ est |       |
| Zwarte Meer                                   | Flevoland, Overijssel                                |                                                      | 4 septembre 1995 | 21,62            | -3 - -1      | 749                | 95359            | 52° 37′ 52″ nord, 5° 57′ 11″ est |       |
| Broekvelden/Vettenbroek (nl)                  | Hollande-Méridionale                                 |                                                      | 29 août 2000     | 7,00             | -5 - -1      | 1240               | 900740           | 52° 02′ 06″ nord, 4° 46′ 16″ est |       |
| De Wieden                                     | Overijssel                                           |                                                      | 29 août 2000     | 90,397           | -2 - 0       | 1241               | 900798           | 52° 42′ 25″ nord, 6° 03′ 47″ est |       |
| Veluwerandmeren (nl)                          | Flevoland, Gelderland, Overijssel                    |                                                      | 29 août 2000     | 61,235           | -4 - -1      | 1242               | 900742           | 52° 25′ 44″ nord, 5° 44′ 28″ est |       |
| Oudegaasterbrekken, Fluessen en omgeving (nl) | Frise                                                |                                                      | 29 août 2000     | 30,539           | -1 - 0       | 1243               | 900894           | 52° 57′ 14″ nord, 5° 32′ 53″ est |       |
| Haringvliet                                   | Hollande-Méridionale                                 |                                                      | 29 août 2000     | 108,80           | -39 - -1     | 1244               | 900799           | 51° 46′ 08″ nord, 4° 13′ 44″ est |       |
| Markermeer et IJmeer                          | Flevoland, Hollande-Septentrionale                   |                                                      | 29 août 2000     | 684,634          | -8 - -1      | 1245               | 900749           | 52° 24′ 54″ nord, 5° 07′ 26″ est |       |
| IJsselmeer                                    | Frise, Flevoland, Hollande-Septentrionale            |                                                      | 29 août 2000     | 1 133,41         | -6 - -2      | 1246               | 900746           | 52° 49′ 05″ nord, 5° 21′ 04″ est |       |
| Lauwersmeer                                   | Groningue, Frise                                     |                                                      | 29 août 2000     | 57,54            | -13 - -2     | 1247               | 900747           | 53° 21′ 43″ nord, 6° 12′ 14″ est |       |
| Leekstermeergebied (nl)                       | Drenthe, Groningue                                   |                                                      | 29 août 2000     | 15,43            | -3 - -1      | 1248               | 900748           | 53° 10′ 59″ nord, 6° 27′ 18″ est |       |
| Sneekermeergebied (nl)                        | Frise                                                |                                                      | 29 août 2000     | 23,00            | -2 - -1      | 1250               | 900750           | 53° 01′ 30″ nord, 5° 45′ 58″ est |       |
| Veerse Meer                                   | Zélande                                              |                                                      | 29 août 2000     | 25,39            | -23 - -2     | 1251               | 900896           | 51° 32′ 56″ nord, 3° 43′ 05″ est |       |
| Zone côtière de la mer du Nord                | Hollande-Septentrionale, Frise, Groningue            | Site transfrontalier avec l'Allemagne                | 29 août 2000     | 1 444,748        | -20 - 1      | 1252               | 900752           | 53° 21′ 29″ nord, 5° 22′ 41″ est |       |
| Zoommeer                                      | Brabant-Septentrional, Zélande                       |                                                      | 29 août 2000     | 11,71            | -20 - -1     | 1253               | 900753           | 51° 29′ 53″ nord, 4° 13′ 05″ est |       |
| Grevelingenmeer                               | Hollande-Méridionale, Zélande                        |                                                      | 29 août 2000     | 137,53           | -18 - 0      | 1272               | 901218           | 51° 44′ 35″ nord, 3° 59′ 31″ est |       |
| Hollands Diep                                 | Hollande-Méridionale                                 |                                                      | 29 août 2000     | 41,39            | -20 - -1     | 1273               | 900891           | 51° 42′ 07″ nord, 4° 30′ 29″ est |       |
| Ketelmeer et Vossemeer                        | Overijssel, Flevoland                                |                                                      | 29 août 2000     | 39,00            | -5 - -1      | 1274               | 900892           | 52° 35′ 53″ nord, 5° 45′ 36″ est |       |
| Oostelijke Vechtplassen (nl)                  | Utrecht, Hollande-Septentrionale                     |                                                      | 29 août 2000     | 64,748           | -5 - 0       | 1275               | 900893           | 52° 11′ 35″ nord, 5° 06′ 11″ est |       |
| Rottige Meente (nl), Brandemeer (nl)          | Frise                                                |                                                      | 29 août 2000     | 13,69            | -2 - 2       | 1277               | 900895           | 52° 50′ 17″ nord, 5° 54′ 14″ est |       |
| Voordelta (nl)                                | Zélande, Hollande-Méridionale                        |                                                      | 29 août 2000     | 922,71           | -20 - 0      | 1279               | 900898           | 51° 45′ 07″ nord, 3° 40′ 48″ est |       |
| Dunes de Voorne                               | Hollande-Méridionale                                 |                                                      | 29 août 2000     | 14,32            | 3 - 14       | 1280               | 900899           | 51° 53′ 35″ nord, 4° 03′ 54″ est |       |
| Zuidlaardermeer (nl)                          | Groningue, Drenthe                                   |                                                      | 29 août 2000     | 21,00            | 0 - 1        | 1282               | 900901           | 53° 09′ 00″ nord, 6° 40′ 59″ est |       |
| Markiezaatsmeer                               | Brabant-Septentrional, Zélande                       |                                                      | 4 mars 1987      | 18,319           | -9 - 6       | 2211               | 555624133        | 51° 27′ 47″ nord, 4° 17′ 06″ est |       |
| Duinen Ameland (nl)                           | Frise                                                |                                                      | 29 août 2000     | 20,545           | 0 - 24       | 2212               | 555624134        | 53° 27′ 22″ nord, 5° 45′ 07″ est |       |
| Duinen van Texel                              | Hollande-Septentrionale                              |                                                      | 29 août 2000     | 40,888           | 0 - 15       | 2213               | 555624135        | 53° 05′ 35″ nord, 4° 49′ 12″ est |       |
| Duinen Schiermonnikoog (nl)                   | Frise                                                |                                                      | 29 août 2000     | 8,331            |              | 2214               | 555624136        | 53° 29′ 17″ nord, 6° 10′ 26″ est |       |
| Duinen Terschelling (nl)                      | Frise                                                |                                                      | 29 août 2000     | 40,403           | 0 - 31       | 2215               | 555624137        | 53° 23′ 56″ nord, 5° 18′ 22″ est |       |
| Duinen Vlieland (nl)                          | Frise                                                |                                                      | 29 août 2000     | 14,841           | 0 - 40       | 2216               | 555624138        | 53° 17′ 20″ nord, 5° 02′ 20″ est |       |

### Caraïbes néerlandaises
| Site                           | Île          | Notes                                                                                       | Date                         | Superficie (km²) | Altitude (m) | Identifiant Ramsar | Identifiant WDPA | Coordonnées                         | Photo |
| ------------------------------ | ------------ | ------------------------------------------------------------------------------------------- | ---------------------------- | ---------------- | ------------ | ------------------ | ---------------- | ----------------------------------- | ----- |
| Het Spaans Lagoen              | Aruba        |                                                                                             | 23 mai 1980                  | 0,70             |              | 198                | 14067            | 12° 30′ nord, 70° 00′ ouest         |       |
| Lac Baai                       | Bonaire      | anciennement « Het Lac »                                                                    | 23 mai 1980                  | 15,50            |              | 199                | 68111            | 12° 06′ 00″ nord, 68° 13′ 59″ ouest |       |
| Het Pekelmeer                  | Bonaire      |                                                                                             | 23 mai 1980, agrandi en 2019 | 16,12            | 0 - 4        | 200                | 68112            | 12° 02′ 38″ nord, 68° 15′ 18″ ouest |       |
| Klein Bonaire et mer adjacente | Bonaire      |                                                                                             | 23 mai 1980, agrandi en 2021 | 12,95            |              | 201                | 68113            | 12° 10′ 01″ nord, 68° 19′ 01″ ouest |       |
| Washington Slagbaai            | Bonaire      | issue de la fusion par agrandissement des sites 202 « Het Gotomeer » et 203 « De Slagbaai » | 23 mai 1980, fusion en 2021  | 58,53            | 0 - 241      | 202                | 68114            | 12° 13′ 59″ nord, 68° 22′ 01″ ouest |       |
| Malpais/Sint Michiel           | Curaçao      |                                                                                             | 5 février 2013               | 11,00            | 0 - 100      | 2117               | 555563757        | 12° 10′ 05″ nord, 68° 59′ 49″ ouest |       |
| Muizenberg (nl)                | Curaçao      |                                                                                             | 5 février 2013               | 0,65             | 5 - 20       | 2118               | 555558371        | 12° 10′ nord, 68° 55′ ouest         |       |
| Nord-ouest de Curaçao          | Curaçao      |                                                                                             | 5 février 2013               | 24,41            | 0 - 60       | 2119               | 555558372        | 12° 20′ 10″ nord, 69° 05′ 17″ ouest |       |
| Rif-Sint Marie                 | Curaçao      |                                                                                             | 5 février 2013               | 6,67             | 0 - 80       | 2120               | 555558370        | 12° 12′ 11″ nord, 69° 03′ 04″ ouest |       |
| Mullet Pond                    | Saint-Martin |                                                                                             | 23 mai 2014                  | 0,2635           | 0 - 5        | 2270               | 555624201        | 18° 02′ 53″ nord, 63° 07′ 16″ ouest |       |
| Klein Curaçao                  | Curaçao      |                                                                                             | 31 juillet 2018              | 2,485            | 0 - 5        | 2355               | 555637439        | 11° 59′ 24″ nord, 68° 38′ 38″ ouest |       |